# Edsfjärden
Edsfjärden är en sjö i Kramfors kommun i Ångermanland och ingår i Ångermanälven-Gådeåns kustområde. Sjön har en area på 0,482 kvadratkilometer och ligger 0 meter över havet. Sjön avvattnas av vattendraget Svedjeån (Edsån).

## Delavrinningsområde
Edsfjärden ingår i det delavrinningsområde (699039-159499) som SMHI kallar för Utloppet av Edsfjärden. Medelhöjden är 35 meter över havet och ytan är 1,94 kvadratkilometer. Räknas de 11 avrinningsområdena uppströms in blir den ackumulerade arean 95,28 kvadratkilometer. Avrinningsområdets utflöde Svedjeån (Edsån) mynnar i havet. Avrinningsområdet består mestadels av skog (40 procent), öppen mark (23 procent) och jordbruk (11 procent). Avrinningsområdet har 0,48 kvadratkilometer vattenytor vilket ger det en sjöprocent på 24,6 procent. Bebyggelsen i området täcker en yta av 0,01 kvadratkilometer eller 1 procent av avrinningsområdet.